# 麻卡拉遗址
麻卡拉遗址，位于中国青海省化隆县昂思多乡关沙村，为青海省市县级文物保护单位，公布日期为1987年9月10日，类型为古遗址。
麻卡拉遗址的历史年代为新石器时代、青铜时代。